# Lijst van burgemeesters van Midden-Drenthe
Dit is een lijst van burgemeesters van de Nederlandse gemeente Midden-Drenthe in de provincie Drenthe. Midden-Drenthe is ontstaan op 1 januari 1998 als een samenvoeging van de gemeenten Beilen, Smilde en Westerbork. Aanvankelijk heette de gemeente Middenveld maar dat is in 2000 veranderd in Midden-Drenthe.
| Ambtsperiode | Naam burgemeester        | Partij of stroming | Bijzonderheden |
| ------------ | ------------------------ | ------------------ | --- |
| 1998 - 2009  | Reinier Willem ter Avest | CDA                | was burgemeester van Ommen                                                                                         |
| 2009 - 2015  | Jan Broertjes            | VVD                | was burgemeester van Vlagtwedde; in oktober 2014 met verlof gegaan na conflict waarna hij afzag van tweede termijn |
| 2014 - 2017  | Ton Baas                 | VVD                | waarnemend |
| 2017 - 2021  | Mieke Damsma             | D66                | [ 2 ] [ 3 ] |
| 2021 - 2023  | Cees Bijl                | PvdA               | waarnemend |
| 2023 - heden | Jan Zwiers               | VVD                | [ 4 ] |